# Muli (rivière)
Pour les articles homonymes, voir Muli.

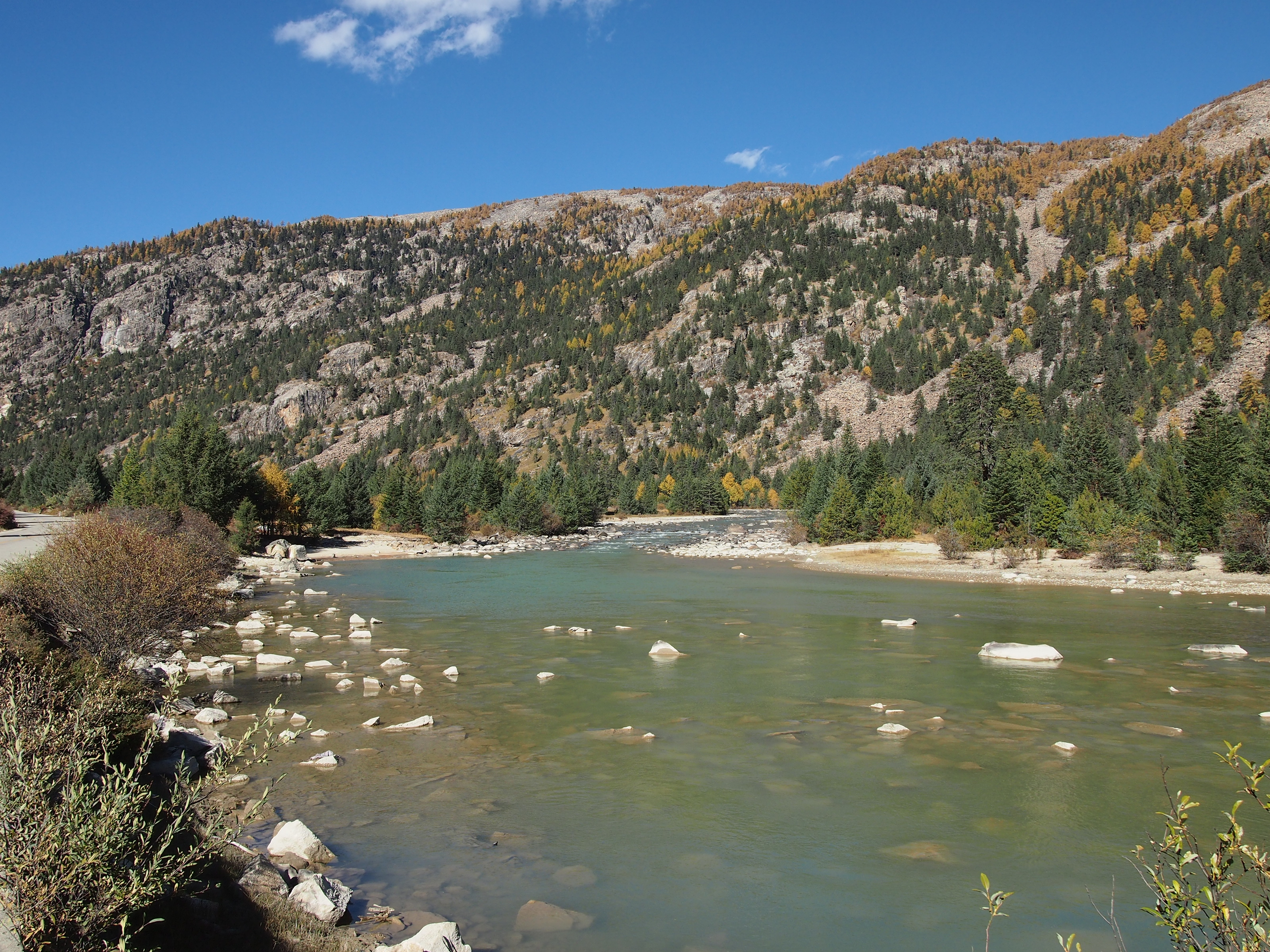
La rivière Muli en 2012

La Muli, également appelée Litang he (caractères chinois :  理塘河) , Wuliang , Lequ et Xiaojin   est une rivière qui coule dans la partie ouest de la province chinoise du  Sichuan située en Chine du sud-ouest. C'est un affluent du fleuve Yalong lui-même affluent du Yangzi Jiang. La rivière est longue de 388 kilomètres et son bassin versant a une superficie de 12 430 km². Le débit  moyen de la rivière est de 142 m3/s.

## Description
La rivière prend sa source au pied du mont  Xishaluli dans les monts Xueshan situé dans le xian de Litang (Préfecture autonome tibétaine de Garzê). Elle traverse le xian autonome tibétain de Muli. Elle prend l'appellation Xiaojin après avoir reçu les eaux de  son affluent Wuoluo. Elle se jette dans le fleuve Yalong au niveau de la préfecture autonome yi de Liangshan. La rivière circule dans une vallée encaissée. Son cours comprend de nombreux rapides. Les principaux affluents sont les rivières Woluo, Yangnai, Chenchanggou, Kubadiangou et Wachangh

## Aménagements
Plusieurs barrages ont été construits sur cette rivière. Les plus importants sont les suivants :
| Désignation       | Région ou province | Cours d'eau | Hauteur | Puissance installée (MW) | Production annuelle (TWh/an) | Type de barrage                                 | Capacité de stockage | Date achèvement | Notes |
| ----------------- | ------------------ | ----------- | ------- | ------------------------ | ---------------------------- | ----------------------------------------------- | -------------------- | --------------- | ----- |
| Barrage de Kajiwa | Sichuan            | Muli        | 171 m   | 452 mégawatts            |                              | Barrage en remblai rocheux avec masque en béton | 375 000 000 m3       | 2014            | [ 1 ] |
| Barrage de Lizhou | Sichuan            | Muli        | 132 m   | 365 mégawatts            |                              | Barrage-voûte                                   | 186 900 000 m3       | 2015            | [ 2 ] |